# Ciclismo de montaña

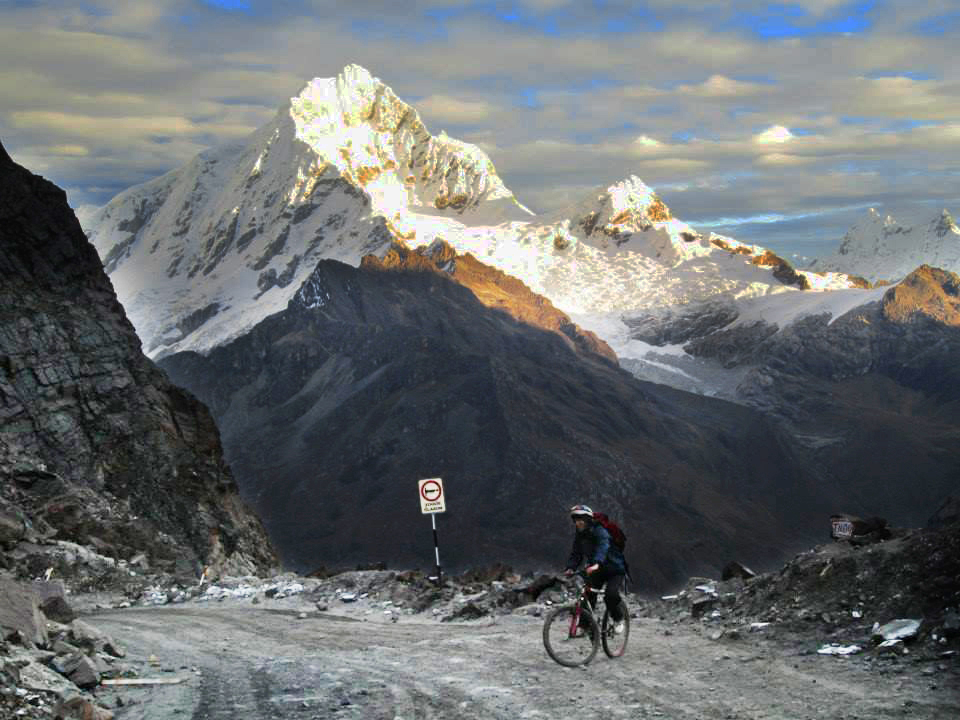
Ciclismo de montaña en la Ruta AN-107, sector Punta Olímpica (4900 m s. n. m.) en Perú. Durante el recorrido por esta ruta se observan los nevados Huascarán, Perlilla, Contrahierbas, Chacraraju y Chopicalqui (este último en la foto)

El ciclismo de montaña, ciclismo MTB, o ciclomontañismo, considerado un deporte de riesgo, es un ciclismo de competición realizado en circuitos naturales a través de bosques por caminos angostos con cuestas empinadas.
Las bicicletas suelen ser fabricadas de aluminio, titanio, carbono u otras aleaciones lo más ligeras posibles, llevan suspensión delantera que está en la horquilla, con recorrido desde 100 a 210mm, que puede ser de resorte, aceite, aire o ambos sistemas combinados; algunas usan también suspensión para la rueda trasera, normalmente con un sistema de articulación en el cuadro de la bicicleta. La suspensión trasera puede estar, raramente, integrada en el cuadro. A finales de la primera década del siglo XXI, la mayoría usaba cambios de 9 velocidades en el piñón (casete) de la rueda posterior y 3 platos en la catalina. Posteriormente, en el mercado se comenzaron a comercializar bicicletas con biplato adelante y juegos de casete, de 10 y 11 velocidades en el eje trasero; en 2015 se incursionó en el mercado con la catalina monoplato con casetes de 11 y 12 velocidades, y, hacia finales de la segunda década del siglo XXI, se creó un nuevo tipo con 13 velocidades, poco común entre los ciclistas. Estas configuraciones siempre son a elección del deportista, el avance de la tecnología permitió alojar más relaciones en el casete para simplificar la Catalina y hacer más sencillo el manejo de las relaciones llevándolos a un solo actuador en el manubrio a diferencia de los sistemas tradicionales con relaciones en el casete y también en la catalina que requieren de dos actuadores o sistemas electromecánicos automatizados más complejos y costosos. 
El freno viene accionado a través de una palanca situada en el manubrio. Hasta finales del siglo XX solo se habían visto frenos de llanta, con pastillas de goma o caucho, accionadas por un cable de acero o cabo. 

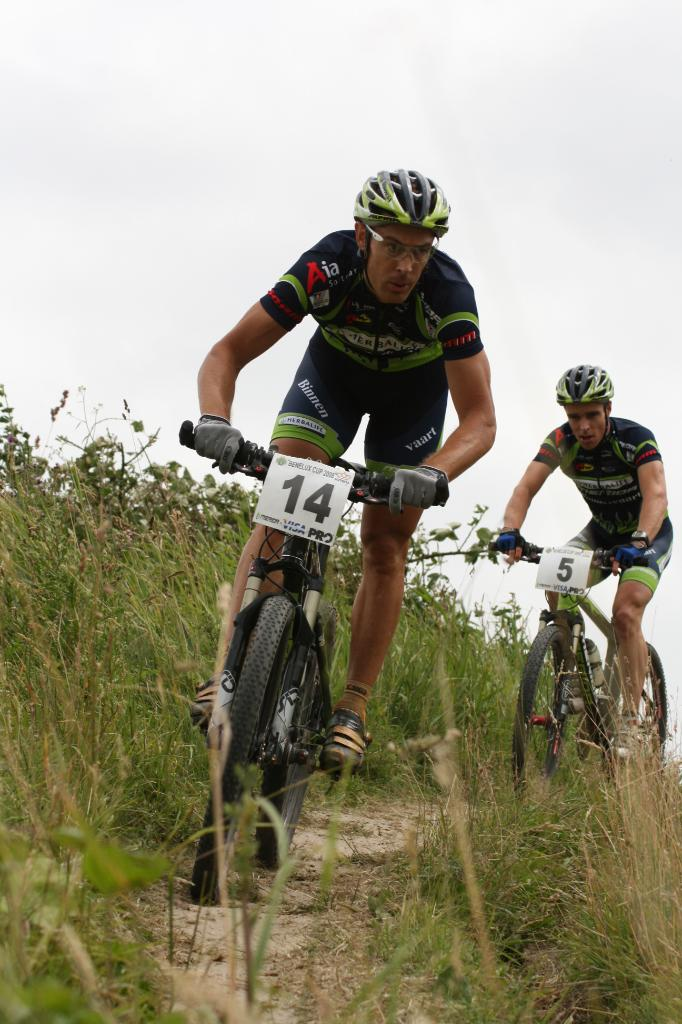
Bas Peters en descenso durante el Campeonato Nacional de los Países Bajos Zoetermeer 2008.

A partir del siglo XXI se comenzó a utilizar los frenos de disco, los cuales están formados por un disco de diámetro reducido fijado al eje de la rueda que es accionado igualmente por manivelas y cables de acero o posteriormente con sistemas hidráulicos. Los frenos de disco son mucho más seguros aunque no más ligeros. Para el ciclismo de montaña, se suelen utilizar frenos de disco, al ser más resistentes al agua y al barro.
Es altamente recomendado el uso de elementos de seguridad como casco especial, guantes de dedos largos, gafas, pedales clip y zapatillas especiales para este tipo de pedal. Protectores de torso, codos y rodillas.
Algunas de las especialidades y competiciones están reguladas por la UCI (Unión Ciclista Internacional) mientras otras se disputan de modo amistoso.

## Especialidades
Dentro del mountain bike de competición, se distinguen las siguientes especialidades principales (algunas catalogadas por la UCI como profesionales).

### Campo traviesa o rally
El campo a través o rally (Cross country, XC) en bicicleta de montaña son competiciones por terreno descendente. Suelen disputarse en circuitos de 10-100 km de longitud y en algunos casos se efectúan varias vueltas. Todos los corredores parten al mismo tiempo. Aquí las pulsaciones medias suelen ser entre 170-180 ppm.
Suele ser la especialidad competitiva más habitual del ciclismo de montaña, de hecho en el nombre de estas competiciones se suele omitir la especialidad concreta y usando el genérico de "ciclismo de montaña" se sobreentiende que se refiere a esta especialidad. La especialidad olímpica, con distancias y normas olímpicas, lleva el código XCO (Cross-country Olympic).

#### Campo a través por equipos
Es una carrera en el que compiten varios corredores de un equipo dándose relevos una vez llegados a meta (código XCR) .

#### Campo a través de eliminación
Es una disciplina que consiste en una serie de carreras cortas con cuatro participantes, en la que los dos primeros avanzan de ronda y los otros dos quedan eliminados (código XCE). Se parece al four-cross, excepto que el trazado no es de descenso.

### Descenso
El descenso (Downhill, código DH) es una especialidad proveniente del campo a través para 4 (Four cross). Recorrido cuesta abajo con saltos y obstáculos tanto naturales como artificiales de dificultad técnica media o alta en el que los corredores luchan contra el cronómetro de manera individual, efectuándose el remonte por medios mecánicos (telesillas o camiones). En descenso se han registrado varios tipos de récords de velocidad en bicicleta. En esta modalidad del ciclismo, no hay ningún tipo de cuesta arriba en el que haya que pedalear, generalmente.
Las bicicletas llevan suspensiones delantera con 200 o 203 mm y traseras desde 200 mm a 267 mm de recorrido, esto permite una mejor absorción de impactos a la hora de enfrentarse a un objeto natural o artificial como lo son los saltos, así como frenos de disco de 203 mm también, lo que permite una mayor eficacia de frenado. Las cubiertas de las ruedas son más gruesas (normalmente de 2,35 a 2.5 pulgadas) para asegurar el máximo agarre, y el manillar más ancho (entre 760 y 810 mm) para un mayor control de la bicicleta. Además de esto, la mayoría son en aleaciones de titanio, carbono y aluminio.
Las protecciones que se usan en este tipo de eventos son el casco integral, guantes, rodilleras y espinilleras, peto (traje que incluye protector de columna, pecho y costillas, hombreras, coderas y muñequeras) protector cervical y unas gafas parecidas a las de esquí y motocross.
Durante los últimos años se celebran, cada vez con más participantes y seguidores, carreras de descenso urbano; es decir, descenso por un circuito preparado previamente por la ciudad. Entre lo más famosos se encuentran el de Valparaíso Cerro Abajo (Chile).

### alternativas del MTB
Con el tiempo han surgido estas otras especialidades alternativas en la que solo algunas competiciones de Maratón de montaña y de Campo a través para 4 son considerados por la UCI como profesionales que entraron progresivamente en los Campeonatos Mundiales desde 2000. La mayoría son de exhibición, diversión y aventura.

#### Ascenso (Uphill)
Especialidad en la cual se compite contra reloj y distancia. El trazado solo es de subida, y gana quien haga el menor tiempo o la mayor distancia en el ascenso.

#### Avalancha (Megavalanche o Downhill Maratón)
Se trata de una competición de descenso generalmente de más de 10 km. Se suelen emplear bicicletas de doble suspensión; sin embargo estas son más ligeras, debido a la importancia que cobra el pedaleo. Se diferencian de las de descenso porque todos los participantes salen al mismo tiempo como en una estampida.
En España se ha llevado a cabo la avalancha «Big Ride Manzaneda». Se trata de un circuito que alcanza los 1000 metros de desnivel con una longitud de entre 15 y 18 km que atraviesa pistas forestales, caminos de cantos rodados, riachuelos... haciendo de esta una prueba avalancha de enduro.

#### Campo a través para 4 (Four Cross (4X))

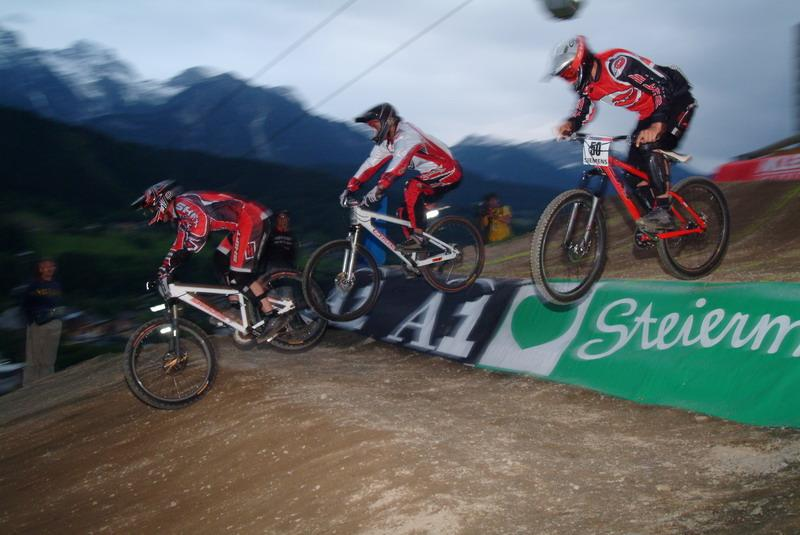
Campo a través para 4.

Especialidad parecida al descenso en la cual compiten cuatro ciclistas simultáneamente en un circuito en bajada con obstáculos y saltos espectaculares, similar a las carreras del BMX.

#### Enduro (All-Mountain)

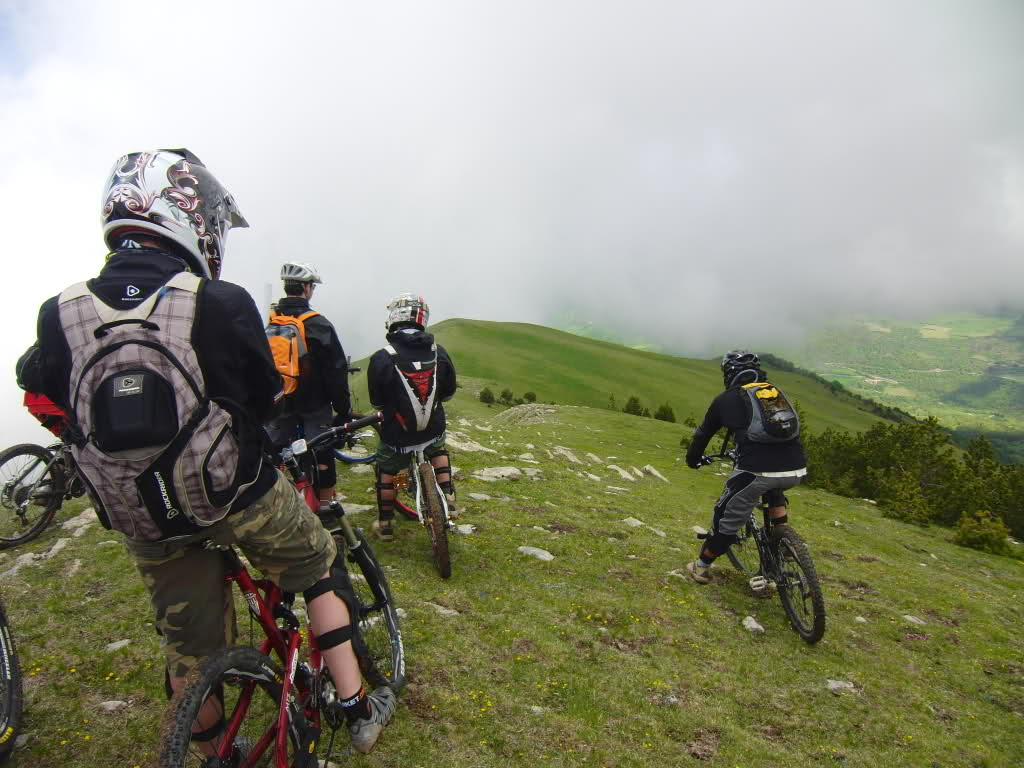
Enduro.

Rutas fuera de pista normalmente por montaña donde prima la diversión, técnica y esfuerzo físico. Son bicicletas de doble suspensión y largo recorrido donde normalmente se buscan senderos, trialeras con dificultades técnicas y descensos al estilo de DH. La principal diferencia con este último es que no se utilizan remontes mecánicos o humanos, se sube pedaleando.
Son bicicletas con suspensiones delanteras entre 140-180mm regulables en recorrido, rebote, y en algunas ocasiones cuentan con bloqueo, para evitar el gasto excesivo de energía durante las subidas. También casi siempre cuentan con suspensión trasera (shock). Actualmente se están viendo muchos campeonatos de esta modalidad en el mundo, como el Trans Provence, Enduro of Nations, Liguria, Mountainbike Enduro (Chile), etc.

#### Eslalon (Slalom (D))

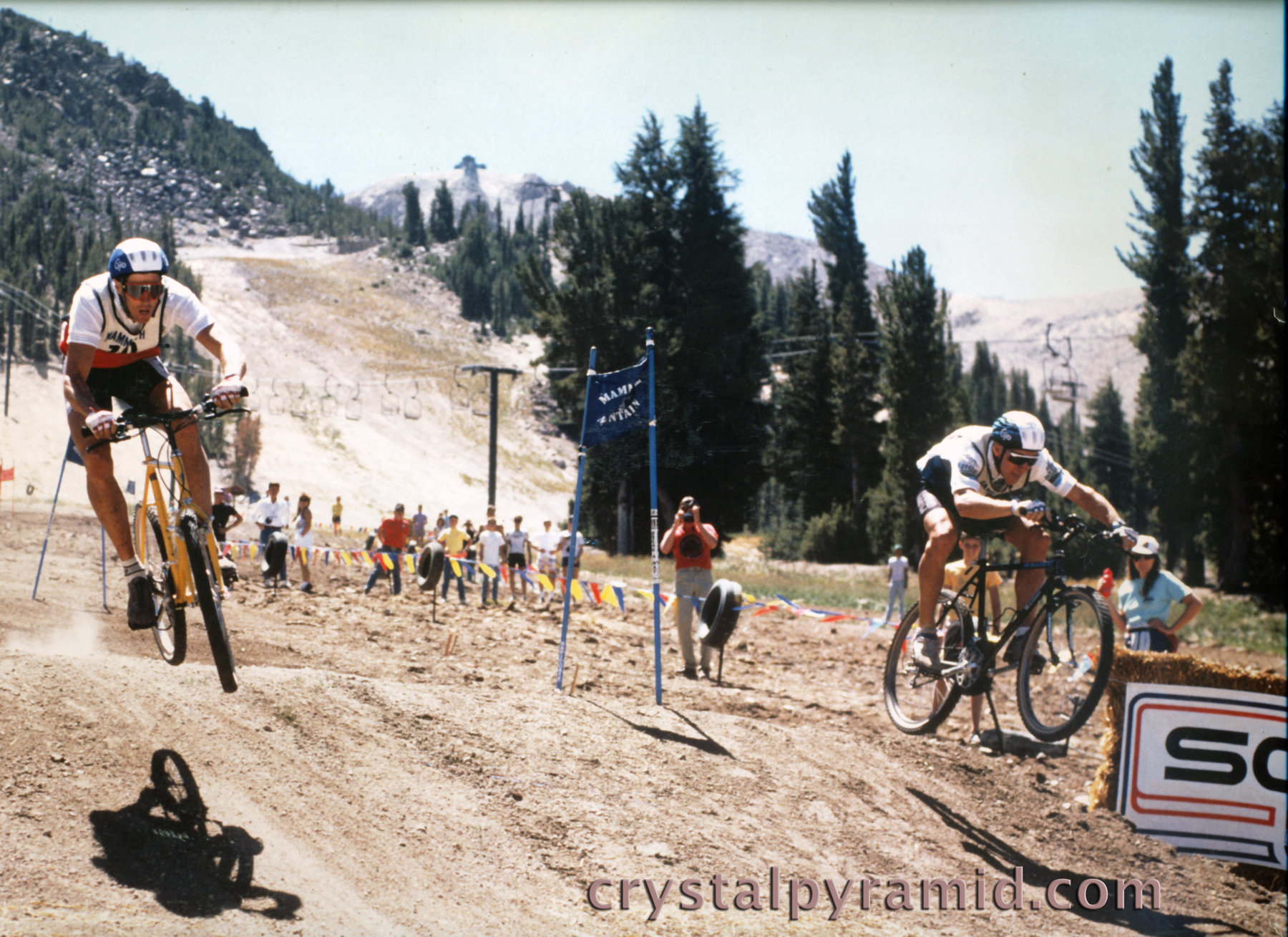
Dual eslalon.

El eslalon (castellanización del término noruego slalom, admitido por la RAE y recomendado por la Fundéu)Parecida al descenso, en la cual se compite en una pista en bajada, con banderas y puertas al estilo del esquí.
Existe la variante Dual eslalon con dos corredores bajando por descensos paralelos de corta longitud. El primero en llegar a la meta pasa a la siguiente ronda. Esta variante se disputó en los Campeonatos Mundiales de 2000 y 2001 siendo sustituida por el Campo a través para 4.

#### Maratón de montaña (Marathon mountain bike races (XCM))
Especialidad que consiste en una travesía de entre 65 y 100 km, existen pruebas más largas de 150 a 200 km como las de Salzkammergut. Se suele emplear el mismo tipo de bicicleta que en el cross country, aunque algo más robusta, pues la fiabilidad y la comodidad son vitales en carreras tan largas. También se incluyen en esta especialidad pruebas por etapas, como la Trans Alp, la Transrockies, la Ruta de los Conquistadores, el Reto Quetzal, el Atacama Challenger, o las más conocidas: la Titan Desert y la Cape Epic.  Ha conseguido una gran popularidad en los últimos tiempos, pues sus competiciones suelen estar abiertas tanto a profesionales como a simples aficionados y se convierten en un reto personal el solo hecho de lograr terminarlas. Asimismo, se disputa anualmente el Campeonato Mundial de Maratón de Ciclismo de Montaña.

#### Rural Bike
Especialidad en la que se compite en caminos de tierra llanos.

#### Saltos (Dirt Jump)
Circuito de saltos de tierra. Consiste en ir saltando y haciendo trucos o acrobacias en el aire.
Se utilizan cuadros rígidos y suspensiones rígidas o que no superen los 120mm. de recorrido.

#### Slopestyle
Son competiciones de dirt jump y freeride mezcladas entre sí. Esto es, son saltos de dirt jump pero a tamaño descomunal, pudiendo alcanzar los montículos de tierra los tres metros y los «riders» en el aire hasta los siete metros respecto del suelo.

#### Street o urban
Consistente en realizar maniobras aprovechando el mobiliario urbano (escaleras, rampas, etc.) La bicicleta utilizada para esta modalidad tiene una geometría similar a las bicicletas utilizadas para dirt jump, la mayoría de las veces el cuadro está formado por aleaciones (alloy o cromoly), a fin de brindar mayor resistencia en comparación con los cuadros de aluminio. Para la práctica del street se pueden usar ruedas de 26", aunque hay muchos ciclistas que prefieren las ruedas de 20" debido a que ofrecen un manejo más ágil. Para esta modalidad se utiliza horquilla rígida, manillar de doble altura, y llantas con una huella poco pronunciada o lisas.

### ¿Ciclocrós y trial?
Debido a las similitudes con el ciclismo de montaña el ciclocrós y el trial se suelen introducir como variantes o especialidades del ciclismo de montaña. Sin embargo a nivel UCI son consideradas disciplinas diferentes a pesar de que el Mundial de Trial se dispute desde el año 2000 a la vez que el Campeonato Mundial de Ciclismo de Montaña. Esta variación del ciclismo de montaña se corre con bicicletas parecidas a las de carretera, y consiste en completar un circuito con tablones, barro, arena y más obstáculos en los que los ciclistas generalmente se bajan de la bici y llevan esta al hombro.

## Tipos de bicicleta

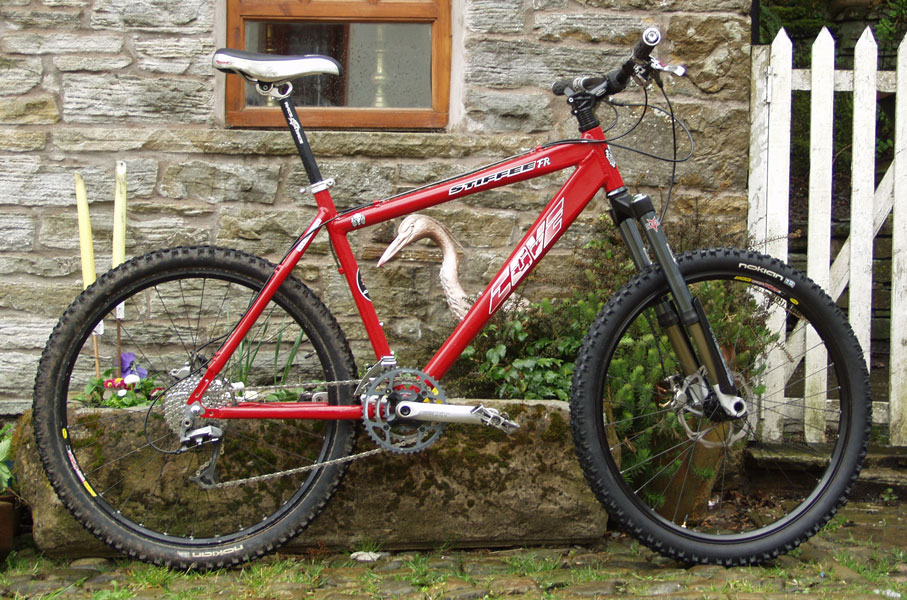
Bicicleta de montaña con suspensión delantera.

- Rígidas

Sin suspensiones; los cuadros cuentan con horquilla rígida y la parte posterior del cuadro es sólida, sin suspensión.
- Suspensión Delantera

También llamadas semirrígidas. Cuadro rígido, sin mecanismo de suspensión pero remplaza la horquilla rígida con una horquilla con suspensión.
- Doble suspensión

Cuadro con sistema de suspensión trasera y horquilla con suspensión delantera.
- Las 26 (600a)

Fue la medida de rueda más habitual entre las bicicletas de montaña. A partir del inicio de las competiciones de montaña, se mostró como una de las ruedas más eficientes y populares para los competidores, siendo una rueda de buen tamaño y muy ágil para sobrellevar terrenos angostos y técnicos.
- Las 27.5 (650b)

También denominada 650B, es una rueda que incursionó en el mercado en 2012 como respuesta a cierta inconformidad expresada con las ruedas de 29".
Este tipo de rueda está desplazando paulatinamente a la rueda de 26".   En su momento se le definió como lo mejor de dos mundos en alusión a los modelos de 26” y 29”.  Este es el diámetro de rueda preferido en las especialidades de Enduro y Descenso, teniendo      un diámetro mayor a la 26 y haciéndola un poco más cómoda para distancias largas. 
Durante 2014 se lanzó al mercado una variante de este tamaño denominada 27.5+ que en esencia utiliza espesores de cubierta mayores a 2,5".
- Las 29 (700c)

Las ruedas de 29 pulgadas de diámetro actualmente son la medida de rueda más habitual entre las bicicletas de montaña y requiere componentes específicos, como el cuadro, horquilla de suspensión delantera. Este tipo de bicicletas resultan, por lo general, mejor rodadoras pero menos ágiles. Debido al mayor radio de estas ruedas suelen ser menos rígidas que las de 26 pulgadas. A pesar de esto hoy en día las bicicletas con llantas 29, son utilizadas por la gran mayoría de competidores de cross country debido a la mayor tracción y avance que otorgan estas ruedas.

## Diferentes materiales de los cuadros
Hay diferentes materiales y según el material puedes tener ventajas o desventajas de peso además de que cambia el precio de los marcos de la bicicleta. existen 4 tipos de materiales diferentes los cuales son:
- Acero

Hay dos tipos, el acero de carbono de alta resistencia es fuerte y duradero, pero no es tan ligero como su hermano de más alta tecnología, el acero conocido cromo-molibdeno, (cromoly). Se encuentran en bicicletas comerciales tipo montaña como las marcas: Turbo, Benotto, Orbea, Bimex, etc., su peso es de 14 a 17 kilos aproximadamente, según el tamaño y calidad.
- Titanio

El titanio presenta propiedades únicas que lo convierten en un excelente material para la construcción de cuadros de bicicleta. Su excelente resistencia a la fatiga y a la corrosión hacen que un cuadro no solo sea extremadamente fuerte y duradero, sino también increíblemente ligero.
- Aluminio

Las aleaciones de aluminio tienen una menor densidad y menor resistencia en comparación con las aleaciones de acero, sin embargo, poseen una mejor relación de resistencia-peso, dándoles ventajas notables de peso sobre el acero.
- Fibra de carbono

Es el material más liviano de todos. El peso varía según los accesorios, pero varían desde los 800-900 g hasta los 3kg aproximadamente.

## Tipos de suspensiones
- Elastómeros: conjunto de anillos de goma uno encima del otro.
- Resortes: es un sistema muy sencillo. Los resortes se sitúan en la parte interior de los brazos de la horquilla o en la parte del centro del cuadro.
- Cartucho hidráulico: compuesto por un cartucho de aceite, sistema de aceites.
- Cartucho de aire: cartucho sellado y graduable mediante una válvula (situada en el exterior de la válvula).

## Técnica de conducción
En el aspecto de la conducción, el ciclista de montaña debe aprender las siguientes técnicas:
- Mantener la bicicleta detenida por al menos 20 segundos. Sin moverse.
- Levantar la rueda delantera sin caerse al asfalto (wheelie), necesario para sortear obstáculos tales como arroyos, baches.
- Levantar ambas ruedas del suelo sin necesidad de pararse utilizando la técnica 'bunny hop' tomada del BMX.
- El "Fondeur", término usado en el DH (Downhill) que se refiere al impulsar tu cuerpo hacia abajo activando las suspensiones antes de un salto ya sea en rampa o en un plano.
- En bajadas con mucha pendiente, echar el peso del cuerpo a la parte trasera de la bici. Para quitarle peso a la rueda delantera.

Es fundamental mantener una gran concentración a la hora de superar obstáculos, ya que de otro modo uno puede dar con su cuerpo en el suelo; incluso en pequeños obstáculos por un exceso de confianza.
También el tener un grado de preparación física adecuado: se sufre de cambios de ritmo continuos produciéndose grandes estado de fatiga, pero que se compensa con la diversión de la actividad, que llega a resultar atractivo a todo tipo de personas sin importar la edad.